# Episodi di Will & Grace (ottava stagione)
L'ottava stagione della sit-com Will & Grace è andata in onda negli Stati Uniti d'America dal 29 settembre 2005 al 18 maggio 2006 sul canale NBC.
In Italia è andata in onda dal 29 agosto al 14 novembre 2006 su Fox Life e dal 6 al 26 luglio 2007 su Italia 1.
| nº | Titolo originale               | Titolo italiano                 | Prima TV USA      | Prima TV Italia   |
| -- | ------------------------------ | ------------------------------- | ----------------- | ----------------- |
| 1  | Alive and Schticking           | Vivo e vegeto                   | 29 settembre 2005 | 29 agosto 2006    |
| 2  | I Second That Emotion          | Seguire le proprie emozioni     | 6 ottobre 2005    | 29 agosto 2006    |
| 3  | The Old Man and the Sea        | Il vecchio e il mare            | 13 ottobre 2005   | 5 settembre 2006  |
| 4  | Steams Like Old Times          | Will il caritatevole            | 20 ottobre 2005   | 5 settembre 2006  |
| 5  | The Hole Truth                 | Asta di beneficenza             | 3 novembre 2005   | 12 settembre 2006 |
| 6  | Love Is in the Airplane        | Amore ad alta quota             | 10 novembre 2005  | 12 settembre 2006 |
| 7  | Birds of a Feather Boan        | Come due pinguini               | 17 novembre 2005  | 19 settembre 2006 |
| 8  | Swish Out of Water             | La mamma è sempre la mamma      | 24 novembre 2005  | 19 settembre 2006 |
| 9  | A Little Christmas Queer       | Un gayo Natale                  | 8 dicembre 2005   | 26 settembre 2006 |
| 10 | Von Trapped                    | Tutti insieme appassionatamente | 5 gennaio 2006    | 26 settembre 2006 |
| 11 | Bathroom Humour                | Il compleanno di Karen          | 12 gennaio 2006   | 3 ottobre 2006    |
| 12 | Forbidden Fruit                | La stanza proibita              | 19 gennaio 2006   | 3 ottobre 2006    |
| 13 | Cop to It                      | Un piedipiatti tra i piatti     | 26 gennaio 2006   | 10 ottobre 2006   |
| 14 | I Love L. Gay                  | Amore a Los Angeles             | 2 febbraio 2006   | 10 ottobre 2006   |
| 15 | The Definition of Marriage     | Preparativi di nozze            | 9 febbraio 2006   | 17 ottobre 2006   |
| 16 | Grace Expectations             | La dolce attesa di Grace        | 16 marzo 2006     | 17 ottobre 2006   |
| 17 | Cowboys and Iranians           | Cowboys e Iraniani              | 23 marzo 2006     | 24 ottobre 2006   |
| 18 | Buy Buy Baby                   | Tutto è in vendita              | 30 marzo 2006     | 24 ottobre 2006   |
| 19 | Blanket Apology                | La coperta della discordia      | 6 aprile 2006     | 31 ottobre 2006   |
| 20 | The Mourning Son               | Il figlio in lutto              | 27 aprile 2006    | 31 ottobre 2006   |
| 21 | Partnes'n'Crime                | Complici nel reato              | 4 maggio 2006     | 7 novembre 2006   |
| 22 | Whatever Happened to Baby Gin? | La sorella di Karen             | 11 maggio 2006    | 7 novembre 2006   |
| 23 | The Finale - part one          | Finale - parte 1                | 18 maggio 2006    | 14 novembre 2006  |
| 24 | The Finale - part two          | Finale - parte 2                | 18 maggio 2006    | 14 novembre 2006  |

## Vivo e vegeto
- Titolo originale: Alive and Schticking
- Diretto da: James Burrows
- Scritto da: Bill Wrubel

### Trama
Il regista dà il via dopo un breve conto alla rovescia: la telecamera si sposta dal pubblico al palco e inquadra la scena, come in un teatro, dell'appartamento di Will dove Grace sta parlando al telefono con Tom, non riuscendo a troncare. Intanto entra Will che le dice che Stanley è vivo, dopodiché entra Jack con una benda sull'occhio destro per un infortunio sul lavoro che viene informato di Stanley da Grace. Poi arriva Malcom che, in corridoio, accusa Will di essere fuggito senza motivo e lo bacia perché arriva qualcuno, ma è solo Karen in carrozzina motorizzata, dopo un intervento al piede sinistro per separare alluce e secondo dito, insieme alla domestica Rosario. Malcolm vuole uscire con Karen; Will, per impedirlo, le dice che Stanley è vivo, per il dispiacere di Malcolm, ma lei non ci crede. Jack rivela a Grace che sotto la benda in realtà ha perso un sopracciglio nell'incendio del set. Karen si convince di Stanley quando glielo dice Rosario che viene licenziata e poi esce con Malcolm perché per lei Stanley è comunque morto.
- Guest star: Alec Baldwin (Malcolm Widmark), James Burrows (se stesso-regista, non accreditato)
- Nota. Alla fine dell'episodio un presentatore elenca il cast di questa puntata, che è stata recitata in teatro davanti a un vero pubblico; escono tutti, con Megan Mullally in stampelle.

## Seguire le proprie emozioni
- Titolo originale: I Second That Emotion
- Diretto da: James Burrows
- Scritto da: Gary Janetti

### Trama
Mentre Jack vorrebbe il sofà di Will e chiede a Grace di abbellirgli lo studio di "Talk-Jack", arriva Karen portando la licenziata Rosario a casa di Will perché ha una nuova cameriera: Harumi, giapponese, ottima violinista, alla quale Karen ordina di scrostare il vomito sulla vasca con l'archetto. Poi arriva Will che cerca di calmare Karen in preda a un pianto inconsolabile, scaturito dal togliere un mattone immaginario dal muro della memoria. Al "Talk-Jack" è di scena Grace, come rimpiazzo di Harrison Ford, ma una sua frase viene tagliata in modo che sembra odi i gay, tanto che i tre parrucchieri dai quali si fa la piega durante la messa in onda, le mettono di tutto nei capelli. Grace chiede di tornare allo show di Jack per chiarirsi e in lacrime dice di amare i gay. Will e Karen discutono dei loro "muri immaginari".
- Guest star: Charles C. Stevenson Jr. (Smitty), Mathew Botuchis (Dave), Matt Crabtree (Stage manager), Sachiyo K (Harumi)

## Il vecchio e il mare
- Titolo originale: The Old Man and the Sea
- Diretto da: James Burrows
- Scritto da: Greg Malins

### Trama
Mentre Grace legge una rivista del 1982, Jack vuole trascinare Will in piscina, che non sa nuotare per un trauma infantile legato a sua madre che l'ha fatto cadere in acqua cercando di riprenderlo senza bagnarsi i capelli. Karen propone a Grace un appuntamento al buio, così la porta con Malcolm a cena insieme a Dale, un ben messo e strampalato poeta dilettante, di cui lei non ne sarà entusiasta. La sera successiva Grace, Karen e Malcolm vanno a cena da Dale, a Staten Island, e, mentre Karen e Malcolm litigano ed escono per poi tornare felici e ubriachi, Grace e Dale pare si trovino bene insieme, almeno fino a quando lei si mette a cantare. Intanto Jack dà lezioni di nuoto a un riluttante Will.
- Guest star: Alec Baldwin (Malcolm Widmark), Andy Richter (Dale)

## Will il caritatevole
- Titolo originale: Steams Like Old Times
- Diretto da: James Burrows
- Scritto da: Gail Lerner

### Trama
Will dice di aver iniziato a fare volontariato: consegna pasti per il Progetto Angel, un'associazione caritatevole per i gay poveri. È il decimo anniversario della notte dei Giochi Spettacolari: ci sono Larry ed Ellen senza i loro mariti, ma Will porta un amico dal Progetto Angel, l'anziano Clyde che vorrebbe giocare. Così Will lo fa giocare con Grace, con disappunto finale di lei per l'incapacità di lui. Ma da alcuni particolari (non è gay, è solo e va al Progetto Angel per il cibo gratis) si rivela più simile a Grace che non a Will. Intanto Jack, che ha incontrato Stanley in una sauna, cerca di convincere Karen a mollare Malcolm e rivedere lui.
- Guest star: Richard Chamberlain (Clyde), Alec Baldwin (Malcolm Widmark), Tim Bagley (Larry), Leigh-Allyn Baker (Ellen)

## Asta di beneficenza
- Titolo originale: The Hole Truth
- Diretto da: James Burrows
- Scritto da: Sally Bradford

### Trama
Will organizza un'asta di beneficenza in un locale gay, dove scopre lavora Rosario, mentre Grace dice a Malcolm che Karen si vede con Stanley, complicando le cose tra loro. Così al carnevale, Malcolm ci va con Grace che non gradisce quando lui vuole che lei gli prenda la tasca. Allora Grace chiede a Karen di risolvere la faccenda, che si risolverà perché Malcolm riceve una telefonata per un lavoro lontano per almeno sei mesi. Intanto all'asta il giovane "baby" Glenn, chiamato così perché all'età di dodici anni (famoso per una pubblicità) è caduto in una buca del terreno, fa un discreto successo, mentre Jack, che credeva di essere famoso, viene snobbato. Sarà Will a fare un'offerta, dopo tante offerte inventate.
- Guest star: Alec Baldwin (Malcolm Widmark), Jason Biggs (baby Glenn), Christopher Herzberger (Dan), Emil Beheshti (Mike)

## Amore ad alta quota
- Titolo originale: Love Is in the Airplane
- Diretto da: James Burrows
- Scritto da: Tracy Poust e Jon Kinnally

### Trama
Sull'aereo per Londra, Grace va in cerca di celebrità scorgendo Leo in prima classe. A casa di Karen, mentre lei sta prendendo il tè con Jack, Leni, la nuova cameriera con spiccato accento inglese, minaccia Jack di non nominare più Rosario pena la perdita degli attributi. Allora aiuterà Rosario a riavere il posto. In aereo, con l'aiuto di Will che distrae lo steward gay, Grace si cambia e in qualche modo riesce a stare insieme a Leo, mentre Will che ha creato problemi ai due steward fidanzati gay (Bret e Brent), cerca di rimetterli insieme facendoli stare soli e lui farà lo stewart.
- Guest star: Harry Connick Jr. (Leo), Millicent Martin (Leni), Stephen Spinella (Bret), Jim Rash (Brent), Kristina Krofft e James Huang (passeggeri sull'aereo)

## Come due pinguini
- Titolo originale: Birds of a Feather Boan
- Diretto da: James Burrows
- Scritto da: Abraham Higginbotham

### Trama
La notizia di due pinguini gay non passa inosservata, così Will e Jack li vanno a vedere dopo aver visitato un nuovo appartamento per Jack, scoprendo che lo zoo li vuole separare perché gay. Quindi provano a sensibilizzare i visitatori, così Jack rinuncia all'appartamento donando i suoi cinquemila dollari allo zoo. Grace e Karen vanno a fare shopping e qui incontrano Beverly Leslie che, con l'amico Benji, le invita al funerale della sua defunta moglie. Al funerale, Grace vede un vestito per la foto del suo biglietto di auguri e, nonostante il divieto di Beverly, lo indossa, spinta da Karen. Con una coperta addosso, che poi risulta dove è spirata la moglie di Beverly, cerca di coprirsi perché la cerniera difettosa si è incastrata insieme a Karen. Beverly, irritato, prova a risolvere la cosa rimanendo incastrato al posto di Karen.
- Guest star: Tracy Lords (Rose), Brian Setzer (Benji)

## La mamma è sempre la mamma
- Titolo originale: Swish Out of Water
- Diretto da: James Burrows
- Scritto da: Kirk J. Rudell

### Trama
Grace è preoccupata perché deve andare a pranzo con sua mamma, così cerca di chiamare con sé qualcuno: ci sarà Jack. Will accetta un lavoro no-profit, dove deve mandare in bancarotta Karen per l'accusa di un palazzo fatiscente. Così lei finisce per andarci a vivere, pena la prigione. Ma nonostante la visita di Will che si scusa, Karen vuole finire la settimana. Il pessimo rapporto che Grace ha con sua madre Bobbi, la spinge a chiedere a Jack qualche consiglio e sembra che funzioni.
- Guest star: Debbie Reynolds (Bobbi Adler), Sunkrish Bala (Gerald), Gil Smith (poliziotto), Julia Vera (Conceptiòn)

## Un gayo Natale
- Titolo originale: A Little Christmas Queer
- Diretto da: James Burrows
- Scritto da: Jamie Rhonheimer

### Trama
Will, Grace, Jack e Karen sono tutti a casa dei genitori di Will per festeggiare il Natale, nel Connecticut. Mentre Sam, fratello di Will, ha un breve ritorno di fiamma con Grace, Jack convince Will a far ballare il piccolo nipote Jordan, a costo di farlo sembrare gay. Ma Marilyn, mamma di Will, sembra entusiasta indisponendo Will che da piccolo veniva sempre ostacolato. Il cocktail di Marilyn incuriosisce Karen che ne indovina gli ingredienti tranne uno, alla fine Karen le chiede di indovinare l'ingrediente che ha le ha messo nel caffè.
- Guest star: Blythe Danner (Marilyn Truman), Steven Weber (Sam Truman), Reed Alexander (Jordan Truman), Kyla Dang (Casey Truman)

## Tutti insieme appassionatamente
- Titolo originale: Von Trapped
- Diretto da: James Burrows
- Scritto da: Gail Lerner

### Trama
Grace scopre che ridanno Tutti insieme appassionatamente al cinema e va a vederlo vestita come Maria del film, con Will vestito da capitano austriaco, Jack vestito da tirolese (che adesca Ralph, il barista del cinema) e Karen che poi si travestirà da suora per sfuggire all'accusa di aver tirato una fiaschetta in platea dalla galleria. Ma Will sbaglia cinema per colpa di Grace e conosce James che subito scambia Will per un usciere. Intanto tre mamme lasciano i loro sette figli a Grace mentre sta aspettando Will nell'ingresso del cinema. Grace, Jack e Karen, con l'arrivato Will, si nascondono nello sgabuzzino del cinema grazie a Rosario vestita da suora, ma poi vengono scovati da Ralph e riescono a scappare.
- Guest star: Taye Diggs (James Hanson), Steven Petrarca (Ralph), Jennette McCurdy, Gigi Goff e Nick Nervies (bambini), Jennie Fahn, Candy Ford e Julie Fleischer (mamme)

## Il compleanno di Karen
- Titolo originale: Bathroom Humour
- Diretto da: James Burrows
- Scritto da: Greg Malins

### Trama
Dallo studio 17, della City in California, il regista da il via dopo un breve conto alla rovescia e, come nella prima puntata di questa stagione, la telecamera si sposta dal pubblico alla scena che, come in un teatro, inquadra un bagno grande ed elegante dove Karen ringrazia tutti di essere venuti al suo compleanno, rivolta alla stanza immaginaria al di là dalla porta, dalla quale entrano Will che è entusiasta della festa piena di vip, Grace che indice una gara di toccate di sedere, Jack che finisce sulla torta di compleanno e deve farsi una doccia e Beverly Leslie che dice ai tre ignari che è dieci anni che Karen festeggia così il suo compleanno. Rosario poi dice che quest'anno li ha invitati per sbaglio perché uno di loro crea imbarazzo a Karen, così i tre iniziano a litigare buttandosi addosso qualsiasi cosa, distruggendo il distributore di medicine. Rosario pulirà in modo egregio, mentre Karen rivela che il vero compleanno è quello che Will, Grace e Jack le fanno sempre. Intanto Matt Lauren chiede di andare in bagno e si siede sulla tazza come Will, sorprendendo Grace. Fine: una voce fuori campo presenta al pubblico in sala il cast della puntata, facendo anche vedere le due scenografie della stessa stanza: una sporca e disordinata e una ripulita.
- Guest star: Leslie Jordan (Beverly Leslie), Matt Lauern (sé stesso)

## La stanza proibita
- Titolo originale: Forbidden Fruit
- Diretto da: James Burrows
- Scritto da: Janis Hirsch

### Trama
Ispirata da Will, anche Grace vuol fare volontariato andando ad arredare una casa di riposo per beneficenza. Ma una richiesta di Margot, ex-collega di Will, le farà cambiare idea, senza dirlo a Will. Karen mostra a Jack la sua casa e dà a lui il tassativo divieto di non entrare in una stanza considerata proibita, questo aumenta la curiosità di Jack che crede che ci sia il suo regalo di compleanno, ma neanche Rosario lo aiuta. Alla fine scoprirà che la stanza è di un bambino che Karen ha sempre desiderato, ma sa di non essere una brava madre anche se si prende cura amorevolmente di un febbricitante Jack. Will torna al lavoro con Margot senza dirlo a Grace: lei e Will, però, si incontreranno nel punto ristoro.
- Guest star: Lily Tomlin (Margot), Jamie Kalen (Gary), Keeshan Giles (contabile)

## Un piedipiatti tra i piatti
- Titolo originale: Cop to It
- Diretto da: James Burrows
- Scritto da: Sally Bradford

### Trama
Jack riceve una lettera di Tommy, un ragazzo timido dell'Ohio che vuole dichiararsi gay, quindi ci va trascinandoci Karen. Will e Grace sono a cena con gli amici Ellen e Rob che dicono di essersi separati perché così vanno d'accordo, ma in quel ristorante lavora Vince, l'ex di Will. Jack e Karen arrivano al bowling dove lavora Tommy e, mentre Karen viene reclutata per giocare da Jean e Rhonda, Jack scopre che Tommy è un uomo attempato e così lo convince a dire la verità a Josh, un ragazzo a caso che risulta essere il figlio di Tommy. Vince sfugge continuamente a Will che gli dice che dovrebbe fare il poliziotto, facendo fuggire i criminali dal ristorante per il disappunto del suo capitano, mentre Grace riesce a rimettere insieme i litigiosi Ellen e Rob.
- Guest star: Bobby Cannavale (Vince D'Angelo), Leigh-Allyn Baker (Ellen), Tom Gallop (Rob), Robert Michael Morris (Tommy), Mathew Botuchis (Dave), Casey Williams (Jean), Heather McPhaul (Rhonda), Andy Umberger (capitano), Kyle Bornheimer (cameriere), Zachary Bostrom (Josh), Trisha Simmons (donna)

## Amore a Los Angeles
- Titolo originale: I Love L. Gay
- Diretto da: James Burrows
- Scritto da: Steve Gabriel

### Trama
Los Angeles. Per andare all'università, Elliot viene accompagnato da Jack, che avrà problemi di paternità, ma anche da Grace, che viene scambiata per Katie Griffin, Will, che crede di vedere James dappertutto e poi lo incontra davvero, e Karen. Will si mette a uscire con James e vengono additati da tutti come male assortiti, inoltre lui, essendo abbandonato dalla futura sposa Claire, ha il visto che gli scade e deve tornare in Canada entro quattro giorni. Per risolvere la situazione Grace si offre di sposarlo, mentre Jack, pur avendo litigato con Elliot, lo va comunque a prendere, dopo che il ragazzo è stato piantato in asso dai ragazzi con cui era uscito.
- Guest star: Taye Diggs (James Hanson), Michael Angarano (Elliot), Christopher Shea (cameriere), Steve Hasley (Clerk), Joan Poust (donna che scambia Grace per Katie Griffin)

## Preparativi di nozze
- Titolo originale: The Definition of Marriage
- Diretto da: James Burrows
- Scritto da: Abraham Higginbotham

### Trama
Preparativi per le nozze tra Grace e James, ma tutto diventerà difficile per Grace, che voleva una cerimonia intima, quando (oltre gli amici Ellen, Rob, Joe, Larry e Rosario che fa le foto) si ritrova sua madre Bobbi. Al momento del "sì", a Grace viene da vomitare un paio di volte, Will crede che lei nel suo subconscio non voglia sposarsi. Karen ha scritturato Hall & Oates per suonare, poi James ha cantato a Will un brano di Stevie Wonder. Il giorno dopo Grace torna dal dottore rivelando di essere incinta.
- Guest star: Debbie Reynolds (Bobbi Adler), Taye Diggs (James Hanson), Leigh-Allyn Baker (Ellen), Tom Gallop (Rob), Tim Bagley (Larry), Jerry Levine (Joe), Kevin Cooney (giudice di pace), Daryl Hall e John Oates (sé stessi)

## La dolce attesa di Grace
- Titolo originale: Grace Expectations
- Diretto da: James Burrows
- Scritto da: Janis Hirsch

### Trama
Grace dice che è incinta di Leo ed è stato quella volta in aereo. Dopo una lunga dormita, nella quale si perde un intero martedì, Grace prende coscienza di ciò che è stato, diventando isterica dando la colpa al bambino. James si dimostra per quello che è: uno che ha un perverso senso dell'umorismo e che non esita a passare davanti ad una fila di persone adducendo a una nonna moribonda o rubando un taxi a un'infermiera in stampelle sotto la pioggia, tanto che Will non lo vuole più vedere, così convince Grace ad annullare il matrimonio. Mentre Jack la vorrebbe nel suo programma mentre partorisce, Grace incontra Leo, ma non gli dice del bambino perché lui si è risposato.
- Guest star: Taye Diggs (James Hanson), Harry Connick Jr. (Leo Markus), Brooke Baumer e Jennifer DeMille (donne)

## Cowboys e Iraniani
- Titolo originale: Cowboys and Iranians
- Diretto da: James Burrows
- Scritto da: Robia Rashid

### Trama
Grace deve arredare tre appartamenti, quindi deve assumere un'altra assistente, l'iraniana Pam, nonostante il disappunto di Karen. In un nuovo bar gay in stile cowboy, Jack presenta il nuovo amico Travis a Will. Will disapprova Travis perché ci ha provato con lui parlando male di Jack, sfiorando la rissa. Intanto Pam combina disastri da Grace, Grace vuole dimostrarsi tollerante, ma quando scopre che è ebrea la licenzia.
- Guest star: Shohreh Aghdashloo (Pam), Leslie Jordan (Beverly Leslie), Shawn Christian (Travis), Brian A. Setzer (Benji), Tommy Woelfel, Mic Thompson, Lonnie Henderson e Miguel Sagaz (uomini nel bar), Jessica Lindsey (ragazza a colloquio con Grace)

## Tutto è in vendita
- Titolo originale: Buy Buy Baby
- Diretto da: James Burrows
- Scritto da: Kirk J. Rudell

### Trama
Jack viene affiancato nel suo "Talk Jack", per intervistare George Takei, da Amber-Louise che poi dirà che la nuova direzione, un'ala di conservatori di destra, le darà uno spazio tutto suo. Will commenta che il tutto è per distruggerli perché Bush è sempre stato contro i gay. Karen vede Cricket, la truccatrice di Grace, e decide di avere un bambino da lei, ma dopo l'entusiasmo iniziale aiutato dai soldi, Cricket rinuncia, per il disappunto di Karen che voleva essere come Grace. Intanto Jack, non sopportando i cambiamenti, lascia il suo lavoro nella tv.
- Guest star: Britney Spears (Amber-Louise), George Takei (sé stesso), Wanda Sykes (Cricket), John Ducey (Jamie), Mathew Botuchis (Dave), Matt Crabtree (stage manager)

## La coperta della discordia
- Titolo originale: Blanket Apology
- Diretto da: James Burrows
- Scritto da: James Lecesne

### Trama
Mentre Jack cerca un nuovo lavoro, Will cerca di convincere Grace a cenare con i propri genitori. Nonostante i timori, i genitori di Will sono entusiasti della gravidanza di Grace, tanto che George le regala la coperta che Will aveva da bambino, un gesto che a Will non piace. Ma non è per la coperta che Will è arrabbiato: è per suo padre che non ha mai accettato il fatto che lui sia gay. Karen porta da Jack l'ex insegnante di recitazione, Zandra che non sembra starci con la testa. Poi lui va ad un provino ed ottiene una parte, ma non quella sperata. A casa, Will riceve la telefonata dalla madre che suo padre è morto per infarto.
- Guest star: Eileen Brennan (Zandra), Sydney Pollack (George Truman), Blythe Danner (Marilyn Truman), Brooke Baumer (Alex), Tim Hayward (uomo che parla con Karen)

## Il figlio in lutto
- Titolo originale: The Mourning Son
- Diretto da: James Burrows
- Scritto da: Jamie Rhonheimer

### Trama
Dopo il funerale del padre George, Will non sembra molto scosso, nonostante gli amici che intervengono con frasi fuori luogo, persino Grace, che tenta di spiegare alla nipotina Casey la morte del nonno. Improvvisamente arriva Vince, da un funerale sbagliato, con Jack che gli chiede consigli su come interpretare un poliziotto. Tutti ricordano con affetto e allegria George, ma Will ricorda solo che suo padre non lo voleva gay. Marilyn piange nella lavanderia e a Will, che la scopre e poi piange anche lei, gli dice che suo padre era orgoglioso anche se non hanno mai condiviso niente.
- Guest star: Bobby Cannavale (Vince D'Angelo), Lesley Ann Warren (Tina), Steven Weber (Sam Truman), Blythe Danner (Marilyn Truman), Leigh-Allyn Baker (Ellen), Tom Gallop (Rob), Tim Bagley (Larry), Jerry Levine (Joe), Reed Alexander (Jordan Truman), Kyla Dang (Casey Truman)

## Complici nel reato
- Titolo originale: Partnes'n'Crime
- Diretto da: James Burrows
- Scritto da: Josh Silberman e Zack Slovinsky

### Trama
Mentre Will e Grace si preparano per andare al corso preparto insieme a Vince, Jack chiede Karen di provare una scena del telefilm che deve interpretare, ma lei vorrebbe parlargli. Al corso Will e Grace incontrano Sheila una ragazza incinta sola, ma ben presto anche Grace rimarrà da sola, perché Will dovrà seguire Vince se vuole andare al cinema. Sul set Jack, che deve recitare con una donna, ha ancora bisogno dell'aiuto di Karen, mentre lei non riesce ad aver la sua attenzione. Grace vuole fare da sola perché è stufa di avere Will che la copre di attenzioni.
- Guest star: Bobby Cannavale (Vince D'Angelo), Laura Kightlinger (Sheila), Paris Barclay (Insegnante), Christina Moore (Kitty), Mariam Vardanyan (Mary), Ayda Field (Barbara), Carol Leifer (Nancy), Hugh Davidson (Dan), Dan Wells (Mike), Skyler Caleb (Yatzick)

## La sorella di Karen
- Titolo originale: Whatever Happened to Baby Gin?
- Diretto da: James Burrows
- Scritto da: Gary Janetti, Tracy Poust e Jon Kinnally

### Trama
Karen dice che pranzerà con sua sorella Virginia, detta Gin, per la sorpresa di tutti che non sapevano che Karen avesse una sorella. Grace vuole chiamare il bambino George, come il padre di Will. Gin arriva e si dimostra un fascio di nervi perché ha una gamba più corta dell'altra, soprattutto quando Jack glielo fa notare che poi vede Josh Lucas e corre da lui. Vince fa vedere una casa, ex scena del crimine, a Will: sarà la loro nuova casa, c'è un piano libero per Grace, ma è un'idea di Will che non piace a Vince. Alla festa per la prima del telefilm di Jack, organizzata da Karen, piomba Gin che litiga con Karen per la caviglia rotta mentre giocavano a twister, perché una trave del pavimento ha ceduto, ma poi confessa che ha fatto tutto da sola. Jack nel telefilm scopre che gli hanno doppiato la voce. Grace scopre che a Roma c'è Leo che ha rotto il fidanzamento e vorrebbe andare da lui, ma Will è indispettito: ha lasciato Vince perché aveva promesso a Grace di occuparsi del bambino.
- Guest star: Bobby Cannavale (Vince D'Angelo), Bernadette Peters (Gin), Josh Lucas (sé stesso), Charles C. Stevenson Jr. (Smitty)

## Finale - parte 1
- Titolo originale: The Finale - part one
- Diretto da: James Burrows
- Scritto da: David Kohan e Max Mutchnick

### Trama
Will e Grace tra una ventina d'anni: lui pelato e fisicamente cadente e lei con un sedere enorme e capelli sciupati e con il figlio adolescente, Warren, che non li ascolta e se ne va. Arriva Karen che ha sposato Rosario, uguali identiche a tanti prima anche se Rosario ha i capelli brizzolati, e Jack invecchiato e abbronzato che ha sposato Kevin Bacon. Ma era tutto un sogno di Grace: Will la sveglia perché parlava nel sonno. Mentre Will va in lavanderia arriva Leo che vuole ricominciare con Grace che si mostra incinta. Due anni dopo, Will durante il suo compleanno coccola il suo bambino adottivo, Ben, e così fa Grace con la figlia Lila, ma lei non vuole chiamarlo. Jack e Karen vogliono rimettere insieme Will e Grace, così i due si ritrovano in una stanza d'ospedale di uno sconosciuto e decidono di andare a bere qualcosa. Intanto Karen scopre i prestiti di Stanley e di essere al verde. Mentre Beverly Leslie vorrebbe avere una storia con Jack, che rifiuta.
- Guest star: Bobby Cannavale (Vince D'Angelo), Harry Connick Jr. (Leo Markus), Leslie Jordan (Beverly Leslie), Jere Burns (invalido nella stanza d'ospedale), Jesse Fremont Allis (Warren), Jono Kohan (Maitre D'), Kevin Bacon (sé stesso, non accreditato)

## Finale - parte 2
- Titolo originale: The Finale - part two
- Diretto da: James Burrows
- Scritto da: David Kohan e Max Mutchnick

### Trama
Will, Grace, Jack e Karen sono insieme a raccontarsi gli ultimi tempi. Grace è dispiaciuta dell'ultimo periodo, ma era indispensabile per fare la loro vita. Jack rivela a Karen di Beverly Leslie che lo voleva e che ha rifiutato con disappunto di lei. Jack allora va da Beverly Leslie che lo ha nominato beneficiario del suo patrimonio, ma non ne è entusiasta e Karen capisce che non può chiedergli questo, così se ne vanno. Lasciato solo sul balcone, Beverly vola via trascinato dal forte vento. Anni dopo, Lila e Ben si incontrano al college come i genitori Will e Grace, i quali arrivano all'unisono per portare scatoloni ai figli e nonostante l'età avanzata sono ancora in forma, come Jack. Karen invece a furia di ritocchi è uguale a tanti anni prima. Will e Grace, il giorno prima del matrimonio dei figli, si telefonano, come all'inizio della prima puntata della prima stagione, e come allora guardano E.R.. La puntata si conclude con Will, Grace, Jack e Karen che brindano e dopo il brindisi la loro immagine torna al presente.
- Guest star: Bobby Cannavale (Vince D'Angelo), Harry Connick Jr. (Leo Markus), Leslie Jordan (Beverly Leslie), Maria Thayer (Lila), Ben Newmark (Ben)